# 베트와강

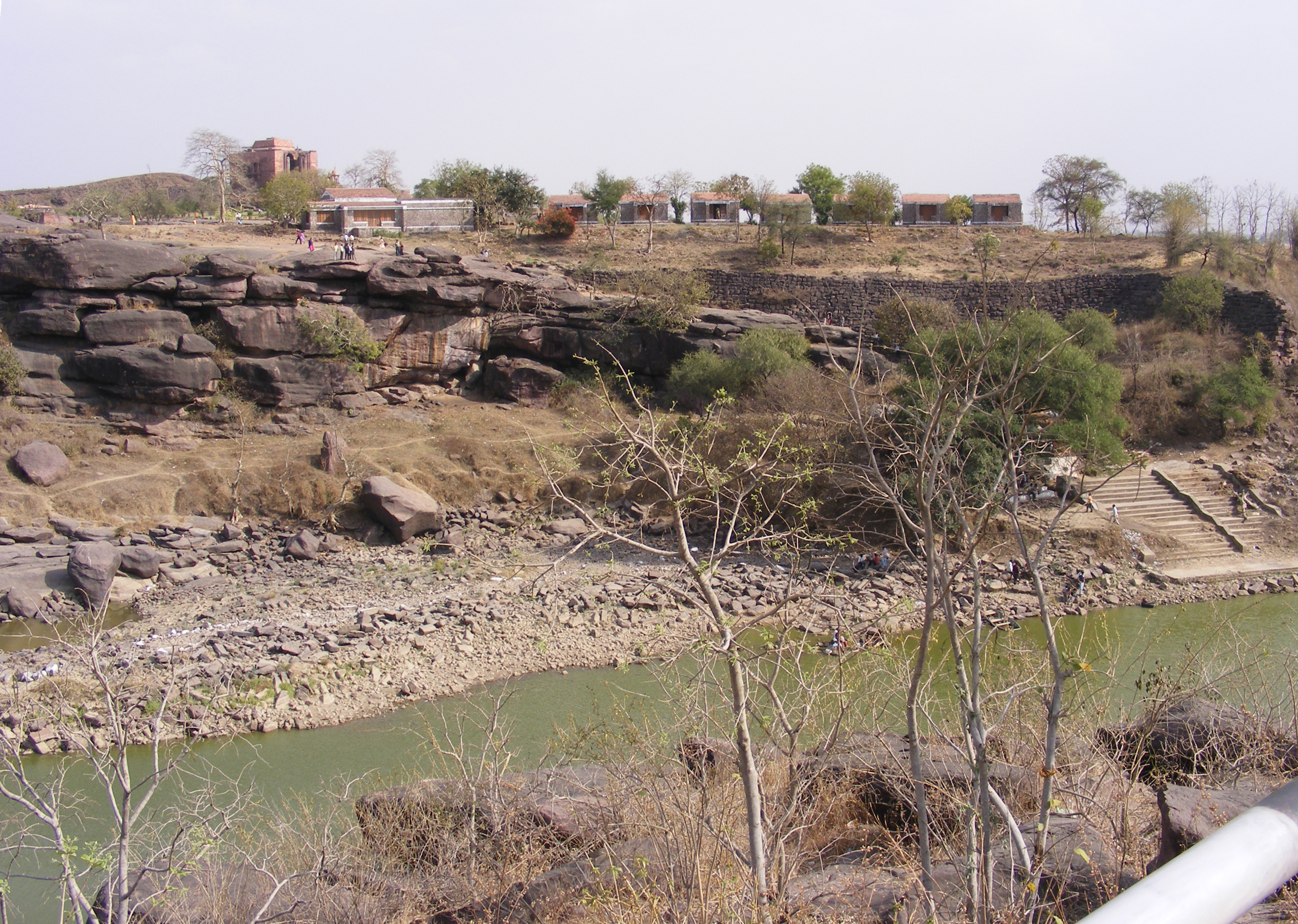

베트와강(베트라바티강)은 북부 인도의 강으로 야무나강의 지류이다. 베트와강은 보팔 시근처에서 발원한다.
차르만와티강과 함께 힌두교 서사시인 마하바라타에 나온다. 베트라바티강은 지역민들에 의해 슈크티마티로 별칭되기도 하며 고대 시대에는 체디 왕국의 수도 지대였다.
켄강과 함께 연결되어 인도 정부가 수행한 최초의 수륙 연결 사업이 진행된 곳이기도 하다.

## 같이 보기
- 야무나강